# Barbus neumayeri
Neumayer's Barb (Barbus neumayeri) là một loài cá vây tia trong họ Cyprinidae.
Nó được tìm thấy ở Burundi, Kenya, Rwanda, Tanzania, and Uganda.
Các môi trường sống tự nhiên của chúng là sông, intermittent rivers, hồ nước ngọt, đầm lầy nước ngọt, and inland deltas.
It is not considered a threatened species by the IUCN.